# 일본의 미국산 쇠고기 수입
일본의 미국산 쇠고기 수입(日本- 美國産 - 輸入)은 일본의 미국산 쇠고기 수입 이력 및 현황을 말한다. 미국에서 2마리의 소가 광우병(MCD/BSE)에 걸린 것이 발견된 이후 분분하게 일본내에서 논란이 되어왔다.

## 수입 중단
2003년 말, 일본은 워싱턴주에서 광우병 사례가 발견된 이후 모든 미국산 쇠고기의 수입을 중단했다.
2005년 12월, 조지 W 부시 대통령과 고이즈미 준이치로 수상의 미일 정상 회담 결과 일본은 미국산 쇠고기 수입 금지 조치를 해제하기로 하고, 생후 20 개월 이하의 위험 부위의 제거된 쇠고기를 대상으로 수입이 재개되었다.
그러나 이듬해인 2006년 1월 20일 검역과정에서 수입이 금지된 부분이 발견되면서 수입이 다시 중단되었다. 일본은 '21개월 미만'의 뼈를 제외한 쇠고기 수입을 재개한 지 6주 만인, 2006년 1월 20일 나리타 국제 공항 동물 검역소에서 뉴욕주에서 선적된 쇠고기에서 뼛조각이 발견되면서, 2006년 1월 모든 미국산 쇠고기의 수입을 중단했다. 마이크 조한스 미 농무부 장관은 선적이 일본의 규정을 어겼음을 시인했다.
2006년 7월 27일 일본 정부가 미국의 가공 시설을 사찰하고 안전성이 확인된 시설에 한해 수입을 재개하기로 공식 결정했다. 이때도 미국 측은 이미 수출 가능한 쇠고기의 조건을 생후 30 개월 미만으로 완화하도록 요구하고 있었다.
2009년 10월 12일에 일본으로 수입되는 미국의 한 도축장에서 수입금지 부위기 발견되면서 해당 도축장에서의 모든 쇠고기 수입이 중단되는 등 일본은 미국산 쇠고기 수입에 대한 강경한 대응을 하고 있다.
2013년 2월, 생후 30개월 미만의 쇠고기로 제한 월령이 확대되었다.

## 통계
미국 육류 수출협회가 밝힌 2000년~2009년까지의 일본의 미국산 쇠고기 수입 현황은 다음과 같다.
| 년도   | 수입량(톤) | 금액(백만$) |
| ------ | ---------- | ----------- |
| 2009년 | 91,467     | 470         |
| 2008년 | 74,119     | 383         |
| 2007년 | 46,744     | 244         |
| 2006년 | 13,736     | 66          |
| 2005년 | 2,307      | 8           |
| 2004년 | 797        | 4           |
| 2003년 | 375,455    | 1,391       |
| 2002년 | 332,197    | 1,028       |
| 2001년 | 513,174    | 1,617       |
| 2000년 | 546,010    | 1,814       |

## 같이 보기
- 2008년 대한민국 미국산 쇠고기 수입 협상 논란
- 소해면상뇌증(광우병)
- 광우병 문제
- 월령제한